# Драгољуб Вуксановић
Драгољуб Вуксановић (Београд, 1908 — Београд, 25. март 1973) био је српски сликар и ликовни педагог и учесник Народноослободилачке борбе.

## Биографија
Драгољуб Вуксановић Вуксан је Уметничку школу у Београду завршио 1936. године. Радио је као професор ликовног васпитања у гимназијама у Лозници и Ужицу (до II светског рата) и Смедеревској Паланци у периоду између 1953. и 1965. године. Ратне године провео је прво као сликар „Ужичке републике“, а потом у заробљеништву у Норвешкој.
Најпознатији је по оснивању првог Партизанског атељеа у ослобођеном Ужицу, октобра и новембра 1941. на иницијативу врховног штаба НОВ и ПОЈ. У атељеу су, поред Вуксановића, радили и Пиво Караматијевић, Бора Барух, Бранко Шотра, вајари Владета Пиперски и Владета Петрић. Млади Јурица Рибар радио је на издавању листа "Омладинска борба".
Вуксановић је сликао илустрације за новине, клишее за штампу, разне транспаренте, портрете бораца и курира из партизанских одреда. Сликао је још портрете класика марксизма и познате револуционаре који су били у Лепоглави, Митровици и у другим тамницама предратне Југославије. Сликао је низ плаката и цртежа великог формата за прославу Октобароке револуције и изградње Совјетског Савеза.
Пиво Караматијевић и Вуксановић су пренели Партизански атеље из хотела ,,Палас" у једну већу просторију у поткровљу хотела „Златибор" у Ужицу. После битке на Кадињачи и Вуксановић је заробљен у околини Ужица и послат у концентрациони логор у Норвешкој где је остао до краја рата.
Већина Вуксановићевих сачуваних радова налази се данас у Војном музеју на Калемегдану у Београду.